# Queen Bee (film)
Queen Bee, in Nederland uitgebracht onder de titel De fatale mevr. Phillips is een Oscargenomineerde film uit 1955 onder regie van Ranald MacDougall.

## Verhaal
Jennifer Stewart is een jonge vrouw uit Chicago die naar Georgia reist om haar nicht Eva Phillips en haar rijke familie te bezoeken. Ze verwacht dat Eva een lieve en vriendelijke dame is, maar niets blijkt minder waar te zijn. Eva is een bittere, egoïstische en corrupte vrouw die ervan houdt mensen te manipuleren. Vooral als iemand haar in de weg staat van datgene wat ze wil. Eva's echtgenoot is John Avery Phillips, een rijke plantage-eigenaar die het verschrikkelijk vindt om met haar samen te leven en daarom een verslaving aan alcohol heeft ontwikkeld.
Wanneer Eva erachter komt dat haar ex-vriend Judson Prentiss binnenkort zal gaan trouwen met schoonzus Carol Lee, doet ze er alles aan dit te voorkomen. Ze liegt tegen Carol dat Judson affaires heeft, waarna ze niet veel later zelfmoord pleegt door zichzelf op te hangen. Terwijl Eva in huilen uitbarst, krijgt Avery een affaire met Jennifer. Om voorgoed van haar af te komen, stelt hij een plan samen om Eva te vermoorden. Hij vertelt een tweede huwelijksreis met haar te hebben en dat ze daarom uitgenodigd zijn voor een feest. Hij zal die avond van een klif afrijden, waarbij hij dan ook zijn eigen leven risceert.
Wanneer Judson hierachter komt, rijdt hij Eva zelf naar het feestje. Onderweg vertelt hij de waarheid, maar Eva weigert dit te geloven en vraagt hem of hij haar weer naar huis wil rijden. Judson weigert, waarna ze vechten om het stuur. Al snel rijden ze van een klif, waaraan ze allebei omkomen.

## Rolverdeling
| Acteur         | Personage               |
| -------------- | ----------------------- |
| Joan Crawford  | Eva Phillips            |
| Barry Sullivan | Avery 'Beauty' Phillips |
| Betsy Palmer   | Carol Lee Phillips      |
| John Ireland   | Judson Prentiss         |
| Lucy Marlow    | Jennifer Stewart        |
| Fay Wray       | Sue McKinnon            |